# Іст-Лопес (Техас)
Іст-Лопес (англ. East Lopez) — переписна місцевість (CDP) в США, в окрузі Старр штату Техас. Населення — 136 осіб (2020).

## Географія
Іст-Лопес розташований за координатами 26°18′31″ пн. ш. 98°38′16″ зх. д. / 26.30861° пн. ш. 98.63778° зх. д. (26.308661, -98.637851).  За даними Бюро перепису населення США в 2010 році переписна місцевість мала площу 0,05 км², уся площа — суходіл.

## Демографія
Згідно з переписом 2010 року, у переписній місцевості мешкало 166 осіб у 40 домогосподарствах у складі 37 родин. Густота населення становила 3100 осіб/км².  Було 43 помешкання (803/км²).
Расовий склад населення:
| - 100,0 % — білих |

До двох чи більше рас належало 0,0 %. Частка іспаномовних становила 100,0 % від усіх жителів.
За віковим діапазоном населення розподілялося таким чином: 43,4 % — особи молодші 18 років, 50,6 % — особи у віці 18—64 років, 6,0 % — особи у віці 65 років та старші. Медіана віку мешканця становила 23,0 року. На 100 осіб жіночої статі у переписній місцевості припадало 100,0 чоловіків;  на 100 жінок у віці від 18 років та старших — 80,8 чоловіків також старших 18 років.